# Лищарчик, Алан
Алан Лищарчик (пол. Alan Łyszczarczyk; род. 17 февраля 1998, Уоллингтон, Нью-Джерси) —  польский хоккеист, нападающий клуба «Тыхы» и сборной Польши.

## Карьера
До 2012 года выступал за юниорскую команду «Подхале». В 2012 года переехал в Чехию, где выступал за юниорских и молодёжные команды клуба «Пираты». С 2015 до 2020 года выступал за различные команды в Канаде и США.
11 сентября 2020 года вернулся в «Подхале», где в 23 играх набрал 20 (10+10) очков и набрал 20 минут штрафа. 2 января 2021 года подписал контракт с клубом «Орландо Солар Бэрс» до конца сезона.

## Семья
Является сыном Дариуша Лищарчика, который также был хоккеистом и всю карьеру выступал за «Подхале».